# Lluís Bassede
Lluís Bassede   (Elna, 15 d'octubre de 1914 - Montesquiu d'Albera, 27 de setembre de 1981), també anomenat Lluís Basseda o Louis Bassède, va ser un poeta, arqueòleg, historiador i toponimista català. També va exercir de mestre i director escolar, va militar com a sindicalista i en destaca la implicació en el moviment catalanista del Rosselló.
Al llarg de la vida, va excavar jaciments iberoromans importants a la ciutat natal i a Vilanova de Raó. Per exemple, en la revista Les Études Roussillonnaises, junt amb Roger Grau i Georges Claustres, va divulgar el resultat del seu treball del 1949 al 1952.
El 1934, va publicar el poemari Les chants d’Illiberis et tous ceux de mes rêves, en francès. En l'àmbit toponímic, el 1964 va esdevenir autor de Toponymie des Pyrénées-Orientales.
El 1936, va cofundar el moviment Nostra Terra amb Alfons Miàs. La revista derivada, de caràcter laic, progressista i catalanista, va abastar un nivell de reflexió històrica, jurídica i lingüística considerable. De fet, el notori lingüista Enric Guiter considera que amb aquesta agrupació i amb els col·laboradors de la revista, d'entre els quals ell mateix, Pere Ponsich i Gumersind Gomila, té lloc la tercera generació de la Renaixença rossellonesa. Bassede era el secretari adjunt del grup. En general, els membres de Nostra Terra eren demòcrates i fins i tot socialdemòcrates, però ell tenia tendències comunistes.
Més tard, el 4 d'agost de 1942, va fundar amb Roger Grau la Société des Amis d’Illibéris, una associació dedicada a l'estudi i la protecció del patrimoni històric, arqueològic i natural d'Elna i dels voltants que encara és activa.
Va morir el 27 de setembre de 1981 durant una telefonada del seu amic Alà Taurinyà.

## Obra destacada
- Bassede, Lluís. Toponymie historique de Catalunya Nord: Noms de lloc de la nostra terra.  Terra Nostra, Centre de Recerques i d’Estudis Catalans i Universitat de Perpinyà, 1990.